# Cratogeomys castanops
Cratogeomys castanops (tidigare Pappogeomys castanops) är en däggdjursart som först beskrevs av Baird 1852.  Cratogeomys castanops ingår i släktet Cratogeomys och familjen kindpåsråttor.
Inga underarter finns listade i Catalogue of Life. Wilson & Reeder (2005) skiljer mellan 18 underarter.
Arten blir med svans 144 till 305 mm lång, svanslängden är 50 till 105 mm och vikten varierar mellan 150 och 450 g. Cratogeomys castanops har 27 till 42 mm långa bakfötter och 5 till 7 mm stora öron. Hannar är 50 till 150 g tyngre än honor. Dessutom är populationer som lever i fuktiga områden med frodig växtlighet större än populationer i torra landskap. På ovansidan förekommer krämfärgad till rödbrun päls med några längre svarta hår inblandade. Undersidans päls varierar mellan ljus ockra, krämfärgad och vit. På framsidan av de övre framtänderna förekommer en ränna. Arten har i varje käkhalva en framtand, ingen hörntand, en premolar och tre molarer.
Denna gnagare förekommer i södra USA och norra Mexiko. Habitatet utgörs av halvöknar och gräsmarker.
Individerna gräver tunnelsystem som kan vara 76 meter långa. Boet och förrådet ligger djupast. Cratogeomys castanops äter underjordiska växtdelar samt låga växter som finns på markytan (gräs, örter). I tunnlarna bor utanför parningstiden bara en individ och kring parningen en hane och en hona. Honor har två kullar per år med upp till tre ungar per kull. Enligt en annan källa utgörs några kullar av fem ungar. De är i början blinda och nakna. Cratogeomys castanops jagas bland annat av ugglor och falkfåglar.